# بينوا باروس
بينوا باروس (بالفرنسية: Benoît Barros)‏ (6 أغسطس 1989 في فرنسا - ) هو لاعب كرة قدم فرنسي في مركز الوسط. لعب مع بوهيميانز 1905 وغرافين فالشيم ‏ وASM Belfort ‏.

## وصلات خارجية
- بينوا باروس على موقع قاعدة بيانات كرة القدم.إي يو (الإنجليزية)
- بينوا باروس على موقع Soccerway.com (الإنجليزية)